# Thamnomys
A Thamnomys az emlősök (Mammalia) osztályának a rágcsálók (Rodentia) rendjébe, ezen belül az egérfélék (Muridae) családjába tartozó nem.

## Rendszerezés
A nembe az alábbi 3 faj tartozik:
- Thamnomys kempi Dollman, 1911
- Thamnomys major Hatt, 1934 - egyes biológus Thamnomys kempi-nek tekinti
- Thamnomys venustus Thomas, 1907 - típusfaj